# Glacier de Kangshung
Le glacier de Kangshung est un glacier qui se trouve sur la face du Kangshung sur l'Everest et dans la vallée de Kangshung, au Tibet, en Chine.